# Німецька антарктична експедиція (1938—1939)

Ескіз пам'ятної медалі, яку вручали учасникам експедиції в жовтні 1939 року

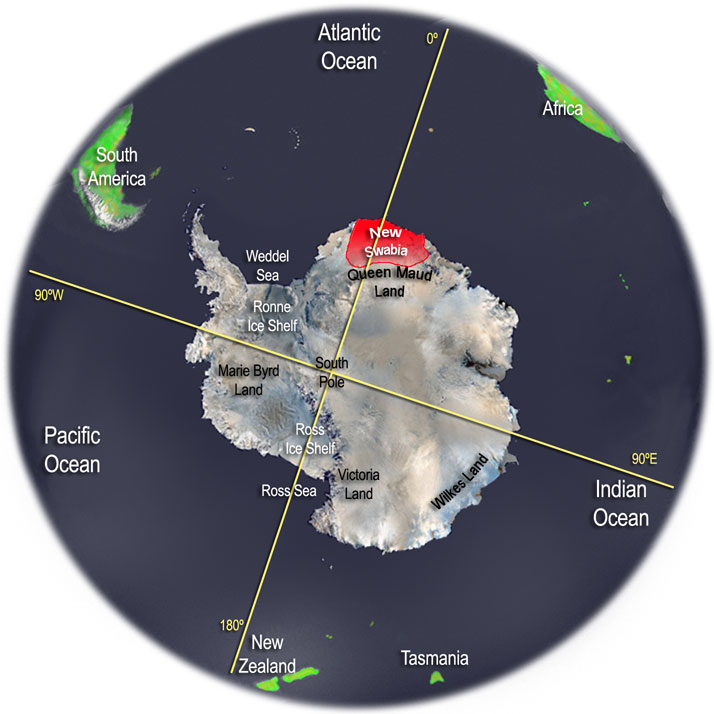
Карта Антарктиди. Червоним кольором позначена територія, обстежена літаками Німецької антарктичної експедиції 1938—1939 років

Німецька антарктична експедиція 1938—1939 років офіційно вважалася третьою антарктичною експедицією, спорядженою в Німецькій імперії. Її підготовка почалася під керівництвом міністр-радника Гельмута Вольтата за вказівкою Германа Герінга, відповідального за виконання чотирирічного плану. Експедиція переслідувала переважно господарські цілі: забезпечити німецькому китобійному флоту нові райони видобутку і тим самим знизити так званий «дефіцит жирів», який відчував Третій Рейх, і відповідно скоротити обсяг імпорту технічних і харчових жирів, оплачуваний з валютних резервів. Передбачалося, що антарктична експедиція закладе основи для подальшого присвоєння Німеччиною певного сектора Антарктиди, тому підготовчі роботи велися із суворим дотриманням таємниці. Експедиція прямувала в район, обмежений 20 меридіаном західної довготи і 20 меридіаном східної довготи.

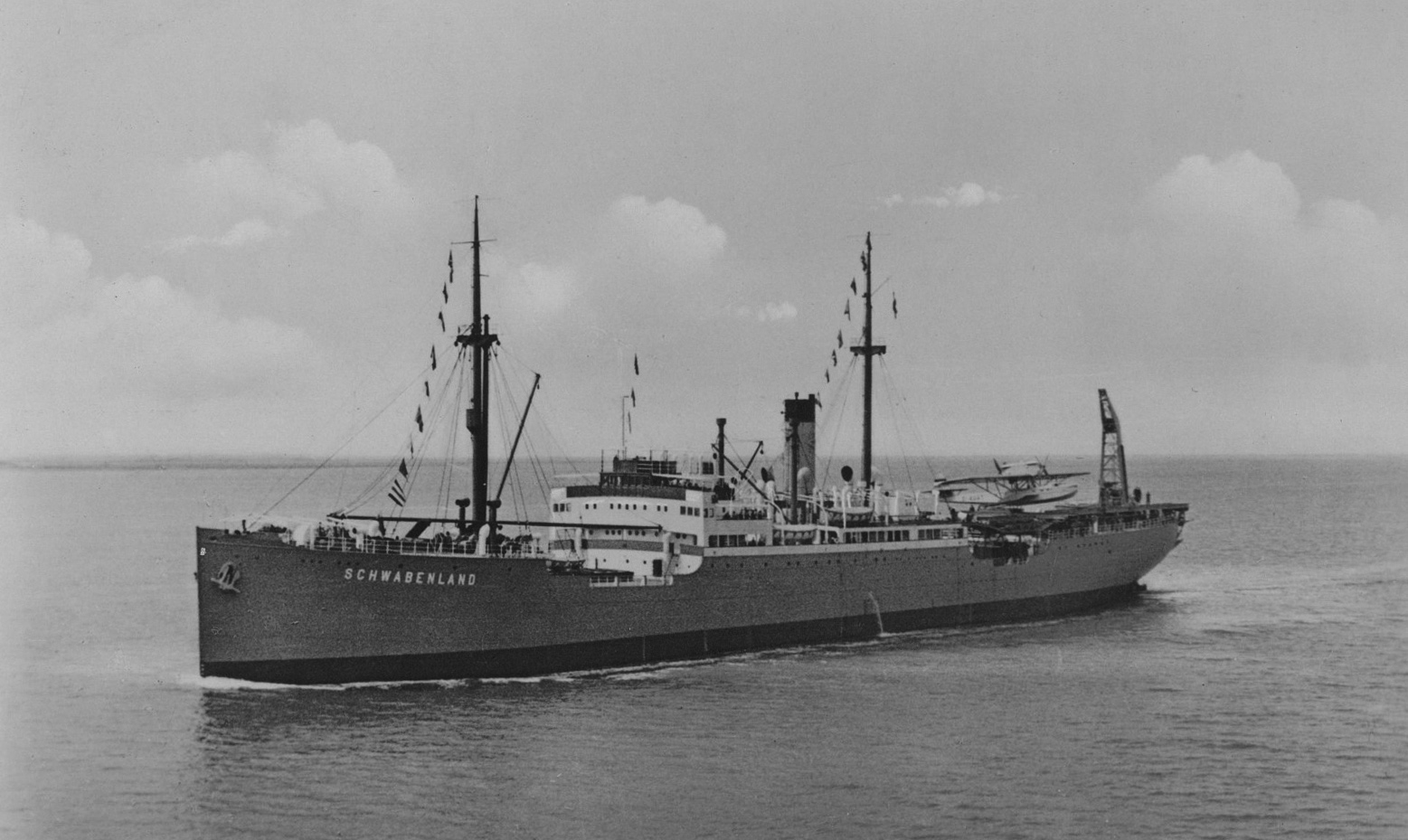
«Швабенланд», 1938

У липні 1938 року керівництво антарктичною експедицією було покладено на капітана Альфреда Річера. Протягом лічених місяців вдалося зібрати й оснастити експедицію, метою якої, крім збору топографічних відомостей для німецького китобійного флоту, були наукові дослідження узбережжя Антарктиди з точки зору біології, метеорології, океанології і геомагнетизму, а також розвідка невідомих внутрішніх територій Антарктиди за допомогою аерознімання. З огляду на стислі терміни підготовки експедиції Річер міг розраховувати тільки на судна і літаки, що були в наявності у Deutsche Lufthansa для обслуговування трансатлантичних перельотів. Після спішного переобладнання вантажного судна «Швабенланд» і двох гідролітаків типу «летючий човен» Dornier Do 16 з назвами «Борей» і «Пасат», експедиція вирушила з порту Гамбурга 17 грудня 1938 року.
Німецька антарктична експедиція досягла місця проведення робіт біля Берега Принцеси Марти 19 січня 1939 року. В ході семи розвідувальних польотів з 20 січня по 5 лютого 1939 року камерами маршрутної аерофотозйомки була відзнята територія площею близько 350 тис. км² з відповідною фотограмметричною інформацією. На внутрішніх територіях було виявлено невідомі гірські райони, вільні від льоду. У точках розвороту на межах авіаполігону було скинуто металеві стріли з державними символами для обґрунтування німецьких претензій на територію. В ході восьми додаткових «спеціальних» польотів, в яких брав участь і Річер, проводилася аерозйомка районів, що цікавили найбільше, зокрема на кольорову плівку. На борту «Швабенланда» і на морському льоду узбережжя проводилися біологічні дослідження. Оснащення експедиції не дозволило провести ні лижних походів на шельфовий льодовик, ні здійснити посадку летючих човнів у гірському районі. Таким чином, розвідка велася так, що жоден член експедиції не висаджувався в Антарктиді.
Обстежений район Антарктиди між 10° західної і 15° східної довготи керівництво експедиції назвало Новою Швабією. Дружина заступника керівника експедиції Ернста Геррмана обмовилася про німецьку антарктичну експедицію норвезькому геологу Адольфу Хоелю, таким чином уряд Норвегії отримав інформацію про діяльність німців у цій частині Антарктики і 14 січня 1939 року оголосив весь сектор між 20° західної і 45° східної довготи Землею королеви Мод і територією Норвегії, не визначаючи її південних кордонів.
Експедиція залишила берег Антарктиди 6 лютого 1939 року й по дорозі назад провела океанографічні дослідження в околицях острова Буве і Фернанду-ді-Норонья. За наполяганням Верховного командування кригсмарине члени експедиції 18 березня висадилися на бразильський острів Триндаде, щоб уточнити, чи зможуть там підводні човни приховано поповнювати свої запаси чистої води і продовольства. Команда, що висадилася, зазнала в невеликій острівній бухті аварії й була врятована після того, як видряпалася по скелях. Оскільки висадка проходила в суворій таємниці, в друкованій версії звіту Рітчера про цей інцидент не згадується. Громадськість у Німеччині нічого не знала про експедицію, що готувалася таємно. На зворотному шляху з Кейптауна було передано телеграфом перший звіт на ім'я Гельмута Вольтата, 6 березня було опубліковано повідомлення для преси. 11 квітня 1939 року «Швабенланд» пришвартувався в гамбурзькому порту.
До 1942 року геодезист Отто фон Грубер підготував детальні топографічні карти східної частини Нової Швабії в масштабі 1:50 000 і зведену карту Нової Швабії. Серед відкриттів були, наприклад, гори Крауля, названі на честь льодового лоцмана експедиції Отто Крауля. Обробка наукових даних щодо західної Нової Швабії була перервана через війну, і значна частина з 11 600 аерофотознімків була втрачена. Крім ілюстрацій і карт, опублікованих Річером, збереглося лише 1100 аерознімків, які були виявлені і оброблені лише 1982 року. Дані біологічних, геофізичних, метеорологічних досліджень були опубліковані вже після війни в 1954—1958 роках. За словами капітана Річера, він уже готував нову експедицію з використанням легших літаків на полозах, яка так і не відбулася через війну, що почалася.